# Andreas Zuber
Andreas Zuber (Judenburg, 9 ottobre 1983) è un pilota automobilistico austriaco naturalizzato emiratino.
A partire dal 2006 partecipa al campionato di GP2 nel quale corre sotto licenza degli Emirati Arabi Uniti.

## Risultati in GP2
| Stagione | Squadra              | Gare disputate | Pole positions | Vittore | Punti | Posizione finale |
| 2006     | Trident Racing       | 21             | 0              | 1       | 12    | 14º              |
| 2007     | iSport International | 20             | 1              | 1       | 30    | 9º               |